# Charlotte (Tennessee)
Charlotte è un comune degli Stati Uniti d'America, situato nello Stato del Tennessee, nella Contea di Dickson, della quale è il capoluogo.